# ジャスティン・デントモン
ジャスティン・デントモン（Justin Lorenzo Dentmon, 1985年9月5日 - ）は、アメリカ合衆国イリノイ州カーボンデール出身のバスケットボール選手。NBA、Dリーグを中心にプレーした後、海外リーグでプレーしている。ポジションはポイントガード。身長180cm、体重84kg。

## 経歴
ワシントン大学卒業後、2010年NBAドラフトでは指名されなかったが、Dリーグテキサス・レジェンズ、オースティン・トロスで、好成績を残し、2012年3月、サンアントニオ・スパーズと10日間契約でNBAのプレーヤーとなり、ニューオリンズ・ホーネッツ戦に途中出場し、NBA初得点を記録したが、契約の継続には至らず、再びDリーグに活動の場所を移した。2011-2012年シーズンはオースティン・トロス優勝に貢献し、MVPを獲得した。

## プレースタイル
攻撃型ポイントガードで、3ポイントシュートも得意としている。